# Limenitis lorquini
Limenitis lorquini is een vlinder uit de familie Nymphalidae, de vossen, parelmoervlinders en weerschijnvlinders. De vlinder heeft een spanwijdte van 47 tot 71 millimeter.
De vlinder komt voor in het Westen van Noord-Amerika. Waardplanten van de rupsen zijn wilg, populier en Prunus.